# ريجينه مونكيماير
ريجينه مونكيماير Regine Mönkemeier (ولدت في 7 نوفمبر 1938 في برينتسلاو هي كاتبة وشاعرة ألمانية أصدرت المجلة الأدبية Der Dreischneuß ، كما أنها قانونية وتدير دار نشر مارين بلات في لوبيك Marien-Blatt Verlag.